# Eduardo de Balsemão
Eduardo Augusto de Sá Nogueira Pinto de Balsemão ComC CvNSC (Torres Vedras, Maxial, 3 de setembro de 1837 – Lisboa, Santa Isabel, 1 de dezembro de 1902) foi um administrador colonial e jornalista português.

## Biografia
Era filho de D. José Alvo Brandão Pinto de Sousa Coutinho, Barão de Balsemão, e de sua mulher, D. Maria Brígida de Mendonça e Sá Nogueira Cabral da Cunha; por intermédio de seu pai, era neto do 2.º Visconde de Balsemão, D. Luís Máximo Alfredo Pinto de Sousa Coutinho; do lado materno, era sobrinho do Marquês de Sá da Bandeira, D. Bernardo de Sá Nogueira de Figueiredo. Nasceu na Quinta da Ermegeira, em Torres Vedras, em 3 de setembro de 1837; foi batizado em 3 de novembro pelo pároco do Maxial.
O pai, bacharel em Matemática pela Universidade de Coimbra foi oficial da Armada que, após a Convenção de Évora Monte, passou a desempenhar cargos na administração colonial de Cabo Verde e de Angola — contando apenas 18 anos, e com o seu irmão Luís, acompanhou o seu pai em Angola, onde iniciou também a sua carreira na administração colonial: foi primeiro nomeado amanuense de 1.ª classe e, em Luanda, assentou praça voluntariamente em 1861, chegando à graduação de coronel-honorário (ou de 2.ª linha) de Cavalaria. Em 1866, foi nomeado Secretário-Geral da Província de Angola, tendo seu pai sido nomeado diretor das Alfândega do Porto. Passou posteriormente a oficial-mor na Secretaria-Geral do Estado da Índia, e foi nomeado secretário-geral em 1877; era então governador Tavares de Almeida e Eduardo de Balsemão substituiu-o na sua doença e, após a sua morte, fez parte do Conselho Governativo. Por decreto de 10 de setembro de 1877, foi transferido para o lugar de Secretário-Geral de Cabo Verde.
Após a sua aposentação, dedicou-se a trabalhos jornalísticos: foi redator principal do Clamor Africano, redator da Família Portugueza, colaborador d'O Século, Perfume, Veterano, Jornal do Commercio, colaborador do Almanach Recreativo, Almanach das Lembranças e, por fim, foi proprietário e redator-em-chefe do jornal O Ultramarino.
Eduardo de Balsemão era Comendador da Ordem Militar de Cristo e Cavaleiro da Ordem Militar de Nossa Senhora da Conceição de Vila Viçosa. Era sócio correspondente da Sociedade de Geografia de Lisboa, e da Sociedade Propagadora de Conhecimentos Geográfico-Africanos, de Luanda. Casou-se com D. Carolina de Mello Rodrigues Balsemão, de quem teve cinco filhos.
Faleceu em Lisboa, na madugada de 1 de dezembro de 1902, na sua casa na Rua de Santo Amaro, n.º 3, primeiro andar, vítima de um sarcoma no maxilar inferior esquerdo, ao qual ainda chegou a ser submetido a "uma dificil e melindrosa operação" pelos Drs. Custódio Cabeça, Craveiro Lopes, e Narciso Alberto de Sousa. Foi sepultado no 2.º Cemitério de Lisboa (Cemitério dos Prazeres).

## Publicações
- Os Escravos: duas palavras sobre sobre a memoria publicada pelo Sr. Juíz Carlos Pacheco de Bettencourt acerca da abolição da escravidão (Luanda, 1867)
- Resumida História do Governo do Conselheiro Francisco Antonio Gonçalves Cardoso, contra-almirante d'Armada Real (Luanda, 1871)
- A Guerra dos Dembos (Luanda, 1872) — é uma defesa dos atos do governador-geral de Angola, o conselheiro José Maria da Ponte e Horta; neste folheto, demonstra o seu autor a oposição acintosa feita a este governador, devido unicamente às enérgicas medidas administrativas que ele adotara, cortando alguns abusos e introduzindo a moralidade na administração, e não à guerra dos Dembos que serviu apenas de pretexto[2]
- Os Portugueses no Oriente: feitos gloriosos praticados pelos portugueses no Oriente, 1.ª parte (1510 a 1600); 2.ª parte (1600 a 1700) e 3.ª parte (1700 a 1882); estas três partes foram publicadas em Nova Goa, sem ano de impressão, mas sabe-se que a 1.ª e a 2.ª saíram em 1881 e a 3.ª em 1882  — a 1.ª parte é dedicada à memória do Marquês de Sá da Bandeira, tio do autor, e a 3.ª oferecida a Latino Coelho[2]
- Cartas de S. Francisco Xavier da Companhia de Jesus, Apóstolo das Índias e do Japão (Nova Goa, 1883)